# Phyllozetes hypoquercus
Phyllozetes hypoquercus är en kvalsterart som beskrevs av Sidney T. McDaniel och Bolen 1980. Phyllozetes hypoquercus ingår i släktet Phyllozetes och familjen Cosmochthoniidae. Inga underarter finns listade i Catalogue of Life.